# Phryganogryllacris mioccana
Phryganogryllacris mioccana är en insektsart som först beskrevs av Heinrich Hugo Karny 1935.  Phryganogryllacris mioccana ingår i släktet Phryganogryllacris och familjen Gryllacrididae. Inga underarter finns listade i Catalogue of Life.